# Jequié (gemeente)
Jequié is een gemeente in de Braziliaanse deelstaat Bahia. De gemeente telt 162.209 inwoners (schatting 2017).
De plaats is zetel van het rooms-katholieke bisdom Jequié.

## Aangrenzende gemeenten
De gemeente grenst aan Aiquara, Apuarema, Boa Nova, Ibirataia, Ipiaú, Itagi, Itiruçu, Jaguaquara, Jitaúna, Lafaiete Coutinho, Manoel Vitorino en Maracás.